# Det Europæiske Demokratiske Parti
Det Europæiske Demokratiske Parti (EDP – PDE) er et parti eller en politisk alliance, der blev oprettet i 2004. Den franske politiker François Bayrou er den ene af partiets to formænd.
Partiet er et midterparti.
Partiets medlemmer af Europa-Parlamentet sidder i den liberale og demokratiske gruppe.

## Nuværende medlemspartier

### Belgien
- (Vallonien–Bruxelles): Mouvement des Citoyens pour le changement

### Cypern
- Alliance of Citizens (Συμμαχία Πολιτών)

### Frankrig
- Den demokratiske bevægelse

### Grækenland
- Union of Centrists

### Kroatien
- NS-Reforimisti

### Italien
- Det Europæiske Demokratiske Parti - Italien

### Polen
- Stronnictwo Demokratyczne (SD)

### Portugal
- Partido Democrático Republicano

### Rumænien
- Asociația Italienilor Din România
- Pro România

### San Marino
- Repubblica Futura (RF)

### Slovenien
- Strana Demokratického Slovenska

### Spanien
- Baskerlandet: EAJ-PNV (Baskiske Nationalistparti)
- Kanariske øer: Coalicion Canaria
- Galicien: Compromiso per Galicia

### Tjekkiet
- Senator 21

### Tyskland
- Freie Wähler (Bundesvereinigung)

### Ungarn
- Uj Kezdet

## Tidligere medlemspartier

### Italien
- Demokrati er Frihed – Margueritten
- Det demokratiske Parti